# Globetrotters de Harlem
Pour l’article homonyme, voir Les Harlem Globetrotters (série télévisée d'animation).
Maillots
Les Globetrotters de Harlem (en anglais : Harlem Globetrotters) sont une équipe de basket-ball originaire de Chicago aux États-Unis. Ils se produisent à travers le monde au cours de matchs d'exhibition (le plus souvent face aux Washington Generals), rencontres qui se veulent aussi amusantes qu'athlétiques.

## Historique

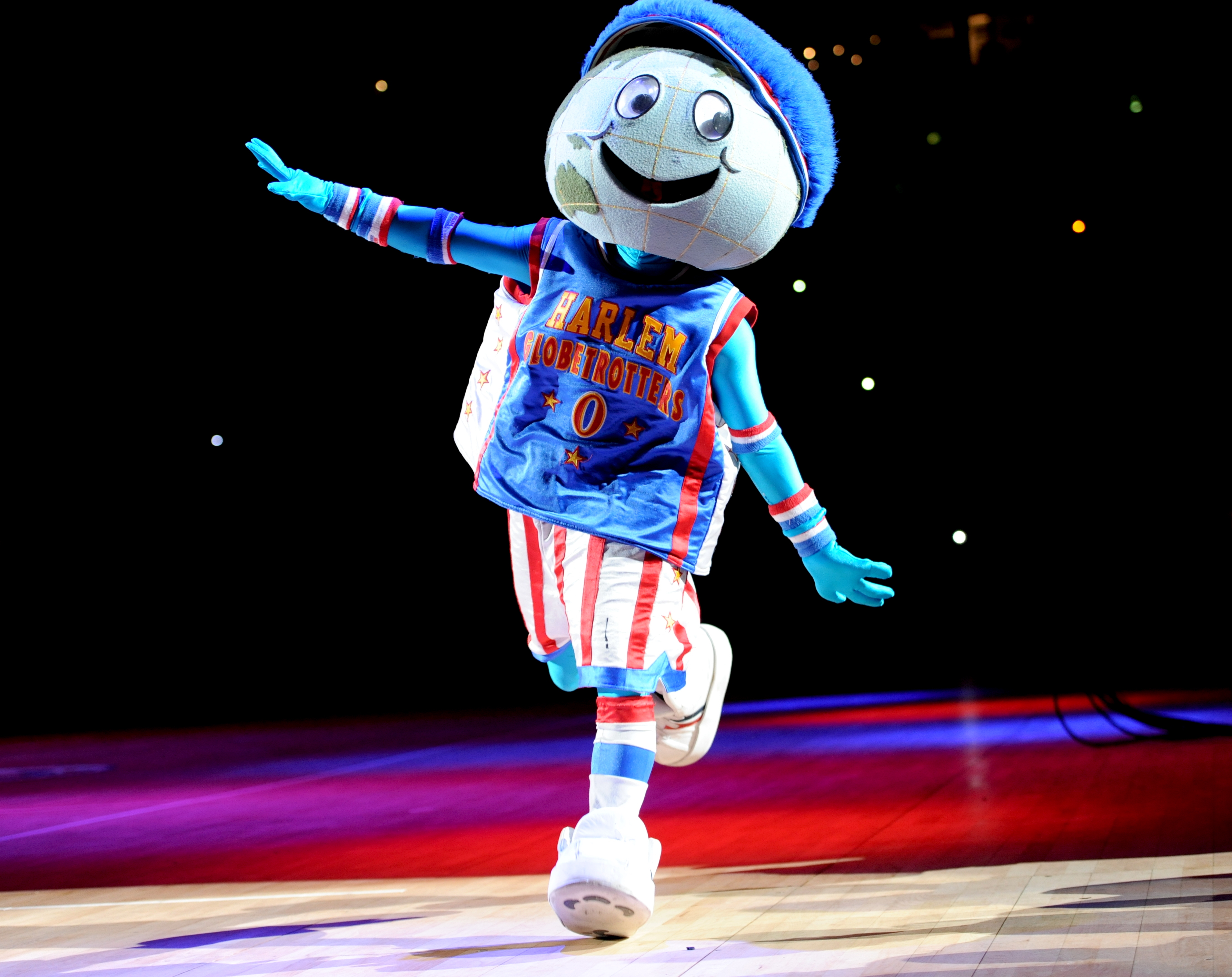
La mascotte des Harlem Globe Trotters, le 11 avril 2012 lors d'un match exhibition au Palais Omnisport de Paris-Bercy.

Les Globetrotters débutent dans la Negro American Legion League sous le nom de « Giles Post ». En 1927, ils deviennent professionnels sous le nom de « Savoy Big Five ». La même année, Abe Saperstein acquiert le club qu'il rebaptise les « Harlem Globetrotters », nom basé sur deux erreurs puisque l'équipe n'est jamais sortie des frontières du pays et vient en fait de Chicago, dans l'Illinois. L'équipe est entièrement composée de joueurs noirs, alors non acceptés dans les ligues majeures du pays.

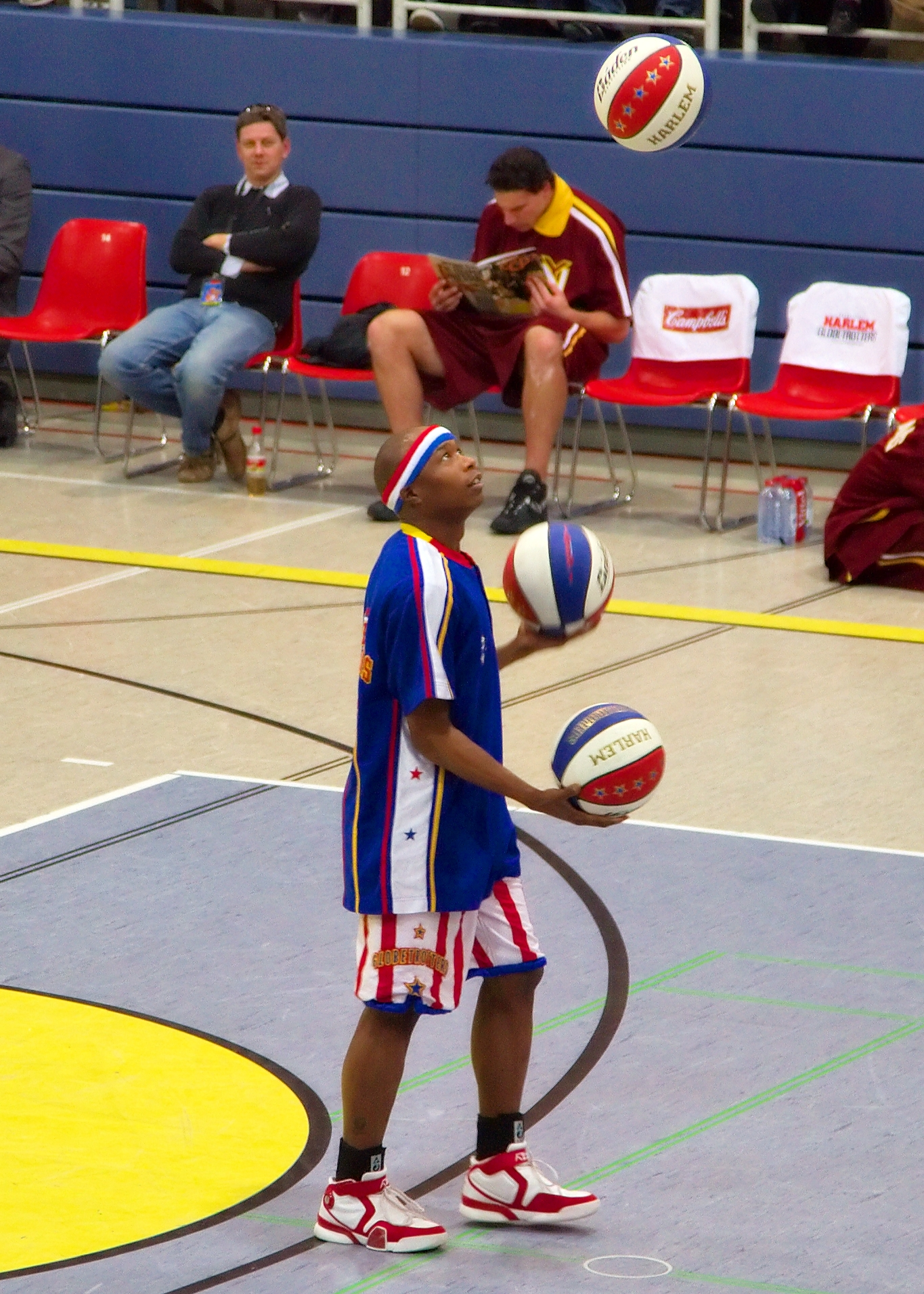
Un membre des Harlem Globetrotters jongle avec trois ballons.

À l'origine, les Globetrotters ont un niveau tout à fait compétitif. Ils concluent l'année 1934, celle de leur 1 000e match, avec un bilan de 152 victoires pour 2 défaites. En 1939, ils participent à leur premier tournoi professionnel, où ils sont défaits par les Rens de New York, la première équipe entièrement composée de joueurs noirs. Au même moment, ils commencent à offrir au public des facéties clownesques en parallèle au jeu. Saperstein ne s'oppose pas à ces « clowneries » et les autorise même à la condition que l'avance au tableau d'affichage le permette.
En 1940, les Globetrotters participent au Tournoi professionnel de basket-ball (World Professional Basketball Tournament), et s'imposent en finale face aux Bruins de Chicago. Pendant les années 1940, les Globetrotters continuent à exceller dans le jeu et développent de plus en plus de gags orchestrés, entre autres, par Reece « Goose » Tatum. En 1948 et 1949, ils battent à deux reprises les Lakers de Minneapolis qui sont alors à la tête de la toute jeune NBA.
En 1950, l'entrée du premier joueur noir, Chuck Cooper, dans la NBA marque un tournant dans l'histoire des Globetrotters. Les « Globies » sont alors victimes de la médiatisation qu'ils ont apportée jusque-là aux joueurs noirs qui se dirigent désormais en masse vers la NBA. Jusque-là franchise fétiche pour les joueurs noirs de haut niveau, le club de Saperstein devient moins attractif face aux opportunités offertes par la NBA. Néanmoins, leur victoire face aux étoiles universitaires en 1951 attire un record de 31 684 spectateurs au Rose Bowl et ils entament, l'année suivante, la plus grande tournée mondiale pour une équipe de basket-ball avec 108 matchs d'exhibition.
À partir de 1952, un partenariat unit les Globetrotters de Harlem aux Generals de Washington, qu'ils affrontent très fréquemment, les joueurs de Washington servant le plus souvent de faire-valoir à leurs adversaires.
En 1953, un litige portant sur les contrats des deux stars Marques Haynes et Reece Tatum les conduit à quitter l'équipe pour rejoindre les Magicians de Harlem. En 1959, les Globetrotters disputent neuf matches à Moscou avec, notamment, Wilt Chamberlain. L'équipe est reçue par Nikita Khrouchtchev et reçoit collectivement la médaille de l'ordre de Lénine.
Par la suite, les Globetrotters continuent à mettre en place des séquences comiques et deviennent, petit à petit, plus connus pour leurs capacités plus divertissantes que sportives.
Après une défaite en 1962, les Globetrotters enchaînent les milliers de victoires au cours des décennies. Leur défaite la plus connue, en 1971, a lieu face aux New York Reds, par 100 à 99 après prolongation. Lors de ce match exhibition dont les Harlem Globetrotters étaient censés sortir vainqueurs, les arbitres avaient tenté d’arrêter l’horloge dans les dernières secondes afin de donner une dernière chance de victoire aux Globetrotters,,.
Dans les années 1970 et 1980, l'équipe est gérée par Metromedia et apparaît dans de nombreuses séries télévisées. Ils sont le sujet de la série de dessins animés Les Harlem Globetrotters, une production Hanna-Barbera, et leurs personnages de dessin animé apparaissent de surcroît dans trois épisodes du dessin-animé Scooby-Doo ou, plus récemment, Futurama.
Dans les années 1990, les Globetrotters cherchent à contrer les critiques qui affirment qu'ils ne jouent plus vraiment au basket-ball. Ils organisent donc des matchs contre des équipes universitaires ou des sélections comme le Magic Johnson's All Stars. Avec des résultats plus ou moins bons, ils renouent avec la tradition des années 1950 durant lesquelles ils rencontraient souvent les clubs de la NBA.
En 1993, Mannie Jackson (en) devient le premier Noir américain propriétaire d'une organisation sportive aux États-Unis en rachetant l'équipe.
En 1995, les Harlem Globetrotters affrontent une sélection de Kareem Abdul-Jabbar, face à qui ils connaissent leur première défaite depuis 1971.
En 2000, ils connaissent leur dernière défaite en date, face aux Spartans de Michigan State, équipe de l'université d'État du Michigan, championne NCAA en titre, et comprenant notamment Jason Richardson.
En novembre 2000, les Globetrotters rendent visite au Pape Jean-Paul II au Vatican et le désignent même « Harlem Globetrotter honoraire ». Nelson Mandela et Henry Kissinger reçoivent aussi le même titre. En 2002, l'équipe entre au Basketball Hall of Fame.
En 2013, les Harlem Globetrotters accompagnent Dennis Rodman en Corée du nord, où ils jouent un match exhibition en compagnie de joueurs locaux,.
Après 63 ans à être les faire-valoir des Globetrotters de Harlem, les Generals de Washington, après 17 000 défaites pour 3 à 6 victoires selon les sources, se voient notifier la fin de leur partenariat en 2015. Chacune des deux équipes joue alors d'autres matchs contre d'autres adversaires, jusqu'à ce que le partenariat reprenne en 2017 et que les tournées communes redémarrent.

En 2021, les Harlem Globetrotters adressent une lettre à Adam Silver, demandant à intégrer la NBA. Le manager des Globetrotters déclare :

« En tant qu'organisation dont l'histoire est déjà étroitement liée à celle de la NBA, les Harlem Globetrotters aimeraient avoir la place qu'ils méritent depuis longtemps (...) Nos joueurs ont été primordiaux dans le développement de la Ligue depuis 1949. Nous étions fiers que nos joueurs soient recrutés par des équipes NBA (...) Il est temps que la NBA reconnaisse notre contribution au sport »

.

## Joueurs

### Anciens joueurs marquants
- 42 : Connie « The Hawk » Hawkins.
- 23 : Matt Jackson, surnommé « Showbiz »
- 13 : Wilt Chamberlain
- 36 : Meadowlark Lemon
- 50 : Reece Tatum
- 20 : Marques Haynes
- 35 : Hubert Ausbie
- 22 : Fred « Curly » Neal
- 34 : Charles "Tex" Harrison
- 3 : Red Klotz
- 21 : Kevin « Special K » Daley [17]

### Équipe 2021-2022[18]
- Hammer Haririson
- Big EasyLofton
- Hi-lite Bruton
- Bulldog Mack
- Thunder Law
- Mooser Weekes
- Jet Rivers
- Torch George
- TNT Lister
- Cheese Chisholm
- Wham Middleton
- Hot Shot Swanson
- Lights out Lee
- Sweet Lou II Dunbar
- Too Tall Winston
- Spider Sharpless
- Hawk Anderson
- Sppedy Artis

Entraîneurs :

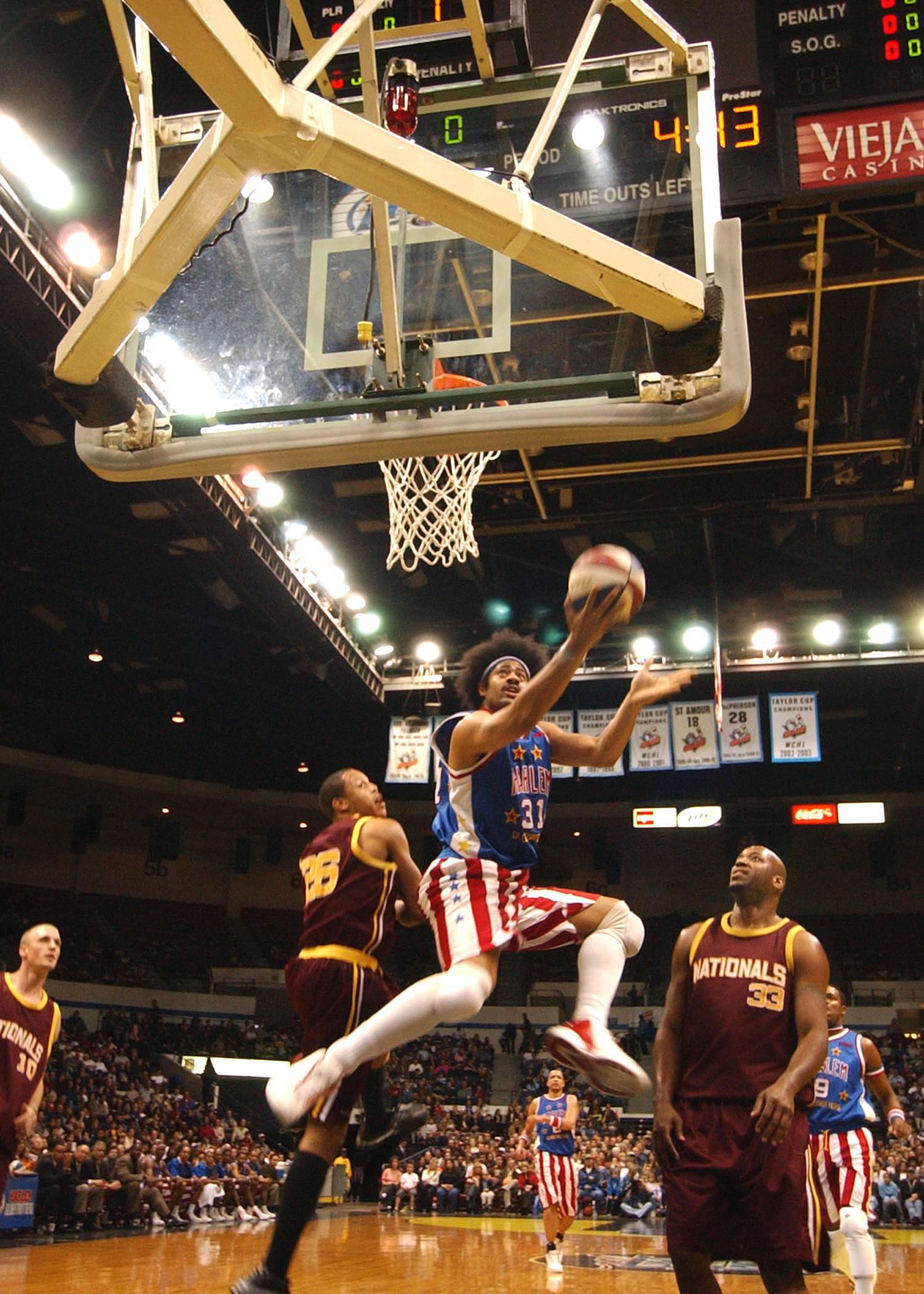
Eugene « Killer » Edgerson monte au lay-up pour les Globetrotters de Harlem

Handles Franklin, Al Clocker, Sweet Lou Dunbar
Mascotte:
Big G, Globie

## Séries télévisées
- La popularité de cette équipe de basket hors du commun fut si grande que les studios Hanna-Barbera créèrent une série d'animation en leur honneur, Les Harlem Globetrotters, dans laquelle étaient montrés les exploits de l'équipe. Cette série animée est célèbre pour avoir été la première de l’histoire à mettre en vedette des Afro-Américains[réf. nécessaire].
- Les Harlem Globetrotters apparaissent en tant qu'invités vedettes dans trois épisodes de Fantomatiquement vôtre, signé Scoubidou série télévisée d'animation en 24 épisodes de 40 minutes (1972-1974) et aident le gang à résoudre plusieurs mystères.
- Les Globetrotters sont aussi des personnages récurrents de la série Futurama où ils apparaissent aussi doués en sciences qu'en basket.
- Dans l'épisode 2 de la saison 9 de la série Les Griffin, les Harlem Globetrotters aident Rush Limbaugh et John McCain à résoudre une énigme.
- Dans la série d'animation American Dad!, dans l'épisode 6 de la saison 15 (numérotation officielle), Stan se souvient d'un camp d'été sur le thème des Harlem Globetrotters.

## Musique
En 1952, la chanson Sweet Georgia Brown, enregistrée et publiée par Brother Bones & his Shadows (en) trois ans plus tôt, est adoptée comme chanson-thème par l'équipe.